# Гармонический многочлен
В математике (общей алгебре) многочлен от нескольких переменных над полем называется гармоническим, если лапласиан этого многочлена равен нулю.
Гармонические многочлены образуют векторное подпространство векторного пространства многочленов над полем. Более того, они образуют градуированное подпространство.
Лапласиан — это сумма вторых частных производных по всем переменным; он является инвариантным дифференциальным оператором относительно ортогональной группы вращений.
Согласно стандартной теореме о разделении переменных любой многочлен от многих переменных над полем может быть разложен в конечную сумму произведений радикального многочлена и гармонического многочлена. Это эквивалентно тому, что кольцо многочленов является свободным модулем над кольцом радикальных многочленов.